# Nashua (Minnesota)
Nashua és una població dels Estats Units a l'estat de Minnesota. Segons el cens del 2000 tenia 69 habitants.

## Demografia
Segons el cens del 2000, Nashua tenia 69 habitants, 27 habitatges, i 20 famílies. La densitat de població era de 7,7 habitants per km².
Dels 27 habitatges en un 44,4% hi vivien nens de menys de 18 anys, en un 55,6% hi vivien parelles casades, en un 18,5% dones solteres, i en un 25,9% no eren unitats familiars. En el 18,5% dels habitatges hi vivien persones soles l'11,1% de les quals corresponia a persones de 65 anys o més que vivien soles. El nombre mitjà de persones vivint en cada habitatge era de 2,56 i el nombre mitjà de persones que vivien en cada família era de 3.
Per edats la població es repartia de la següent manera: un 34,8% tenia menys de 18 anys, un 7,2% entre 18 i 24, un 29% entre 25 i 44, un 18,8% de 45 a 60 i un 10,1% 65 anys o més.
L'edat mediana era de 35 anys. Per cada 100 dones de 18 o més anys hi havia 95,7 homes.
La renda mediana per habitatge era de 32.500 $ i la renda mediana per família de 33.750 $. Els homes tenien una renda mediana de 31.875 $ mentre que les dones 19.107 $. La renda per capita de la població era de 15.168 $. Cap de les famílies i el 2,6% de la població estaven per davall del llindar de pobresa.

## Poblacions més properes
El següent diagrama mostra les poblacions més properes.